# Kim Sonier
Kim Sonier (ur. 3 kwietnia 1961) – amerykańska kolarka górska, dwukrotna medalistka mistrzostw świata i zdobywczyni Pucharu Świata.

## Kariera
Pierwszy sukces w karierze Kim Sonier osiągnęła w 1992 roku, kiedy zdobyła srebrny medal w downhillu podczas mistrzostw świata w Bromont. W zawodach tych wyprzedziła ją jedynie jej rodaczka Juli Furtado, a trzecie miejsce zajęła Cindy Devine z Kanady. Wynik ten powtórzyła na rozgrywanych rok później mistrzostwach w Métabief, tym razem przegrywając tylko z Włoszką Giovanną Bonazzi. Ponadto w sezonie 1994 była najlepsza w klasyfikacji generalnej downhillu Pucharu Świata w kolarstwie górskim. Nigdy nie wystąpiła na igrzyskach olimpijskich. 